# Интеркалярная меристема
Интеркаля́рная (вста́вочная) меристе́ма — активно растущие меристематические участки, расположенные большей частью у основания стеблевых междоузлий между зонами дифференцированных тканей.

## Расположение
В нижней части эмбрионального побега, где интенсивно протекают процессы дифференциации тканей, выделяются поперечные пояски недифференцированной меристемы, которая получила название вставочной. Она относится к верхушечным меристемам (следовательно, по происхождению является первичной), клетки которых надолго задерживаются в эмбриональном состоянии среди специализированных тканей. Переход её в деятельное состояние может быть сильно отделён по времени от периода эмбрионального роста побега. В связи с этим интеркалярные меристемы часто называют остаточными.
Деятельность этих меристем обусловливает рост органа в длину после прекращения верхушечного роста (интеркалярный рост). Такой рост часто связан с фазой выноса соцветия или цветоноса на уже сложившемся растении. Участки интеркалярной меристемы имеются также в черешках, пластинках листьев, их деятельность обеспечивает увеличение размеров листьев после выхода их из почки.